# Финляндия в Северной войне
Территория Финляндии, тогда восточная часть Швеции, была занята русскими войсками в ходе Великой Северной войны с 1700 по 1721 год. По результатам войны большая часть Финляндии была возвращена Швеции, однако Карельский перешеек с Выборгом остались за Россией, образовав так называемую Старую Финляндию. В шведско-финской историографии с конца XVIII века для обозначения этих лет укоренился термин «великое лихолетье» (фин. isoviha, швед. stora ofreden), пришедший на смену прежнему понятию «время русского господства»- Альтернативные варианты перевода: «большая ненависть», «большой гнев», «большая злоба». «Малым лихолетьем» в Финляндии называют русско-шведскую войну 1741—1743 годов.

## Эпидемия чумы
Во время «великого лихолетья» население сильно пострадало от разразившейся эпидемии чумы, которую современники называли «большой смертью». После вспышки чумы в Ревеле всем прибывшим оттуда предписывалось пройти обязательный шестинедельный карантин. Говорили, что карантина избежал некий крестьянин из Коукела, тайно ездивший в Ревель (ныне Таллин) и занёсший чуму в Финляндию. Эпидемия поразила южную и юго-западную Финляндию. В Або (ныне Турку) горожане выбрасывали из окон на улицы умерших от чумы и иногда даже ещё живых. Вследствие этого граф Карл Ниерот (швед. Karl Nieroth) приказал отправлять совершивших такие поступки к позорному столбу и пороть кнутом, хотя зажиточные отделывались штрафом в сто серебряных талеров. В Турку умер примерно каждый третий — 2000 человек. В Гельсингфорсе (ныне Хельсинки) чума пришла 9 октября 1710 года. В результате из 1800 жителей умерло в октябре 309 и в ноябре 279 человек. К концу декабря чума унесла в Хельсинки более 1000 жизней.

## Продвижение русских войск

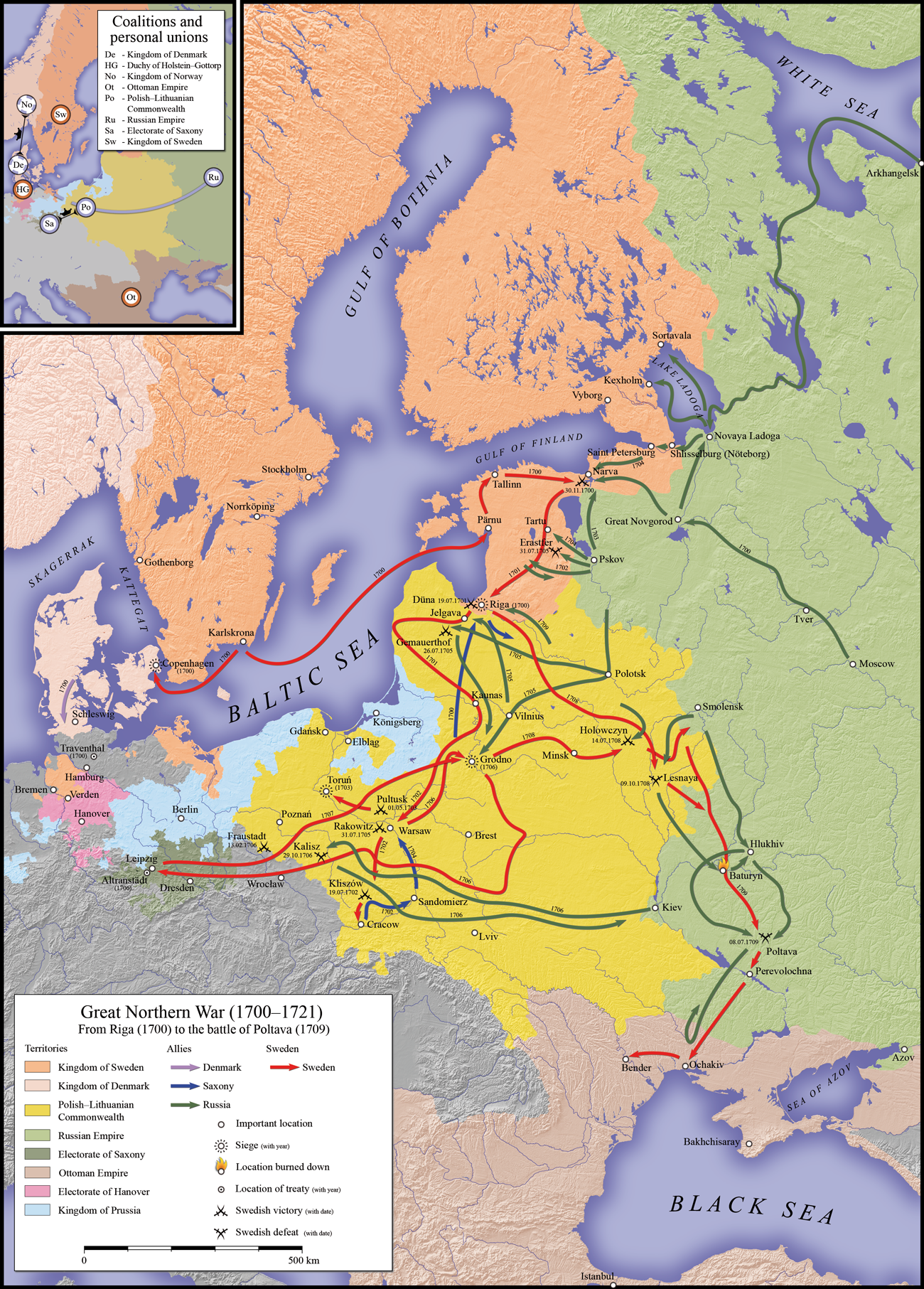
Карта военных действий с 1700 по 1709

В первые годы Северной войны в ходе кампании 1702—1703 годов русские войска захватили Ингерманландию. 15 июня 1702 года на пограничном Ладожском озере шведская флотилия была атакована русской флотилией малых судов. 27 августа шведская флотилия из 8 судов возле Кексгольма потерпела поражение от русской флотилии из 30 карбасов. Осенью 1702 года была взята осадой шведская крепость Нотебург (Орешек), располагавшаяся в истоке Невы из Ладожского озера.
Весной 1703 года войска Русского царства под командованием генерал-фельдмаршала Б. П. Шереметева после краткой осады взяли форт Ниеншанц и город Ниен, располагавшийся при впадении реки Охта в Неву. Город Ниен насчитывал к началу XVIII века больше 400 домов, имел собственные лютеранские церкви. Местные жители разбогатели за счёт торговли со многими русскими землями и были чуть ли не самыми богатыми подданными шведского короля, поэтому укреплению данной крепости уделялось особое внимание. Таким образом в руках русских оказалось всё течение Невы, охраняемое двумя крепостями. Вблизи Ниеншанца, на острове Заячий (фин. Jänissaari), было начато строительство Санкт-Петербургской крепости.

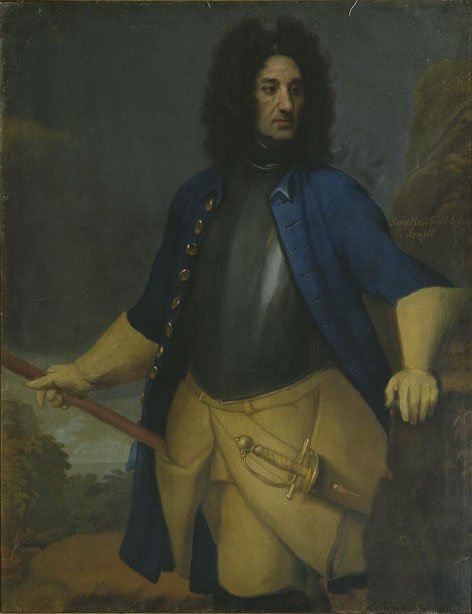
Карл Густав Армфельдт (старший)

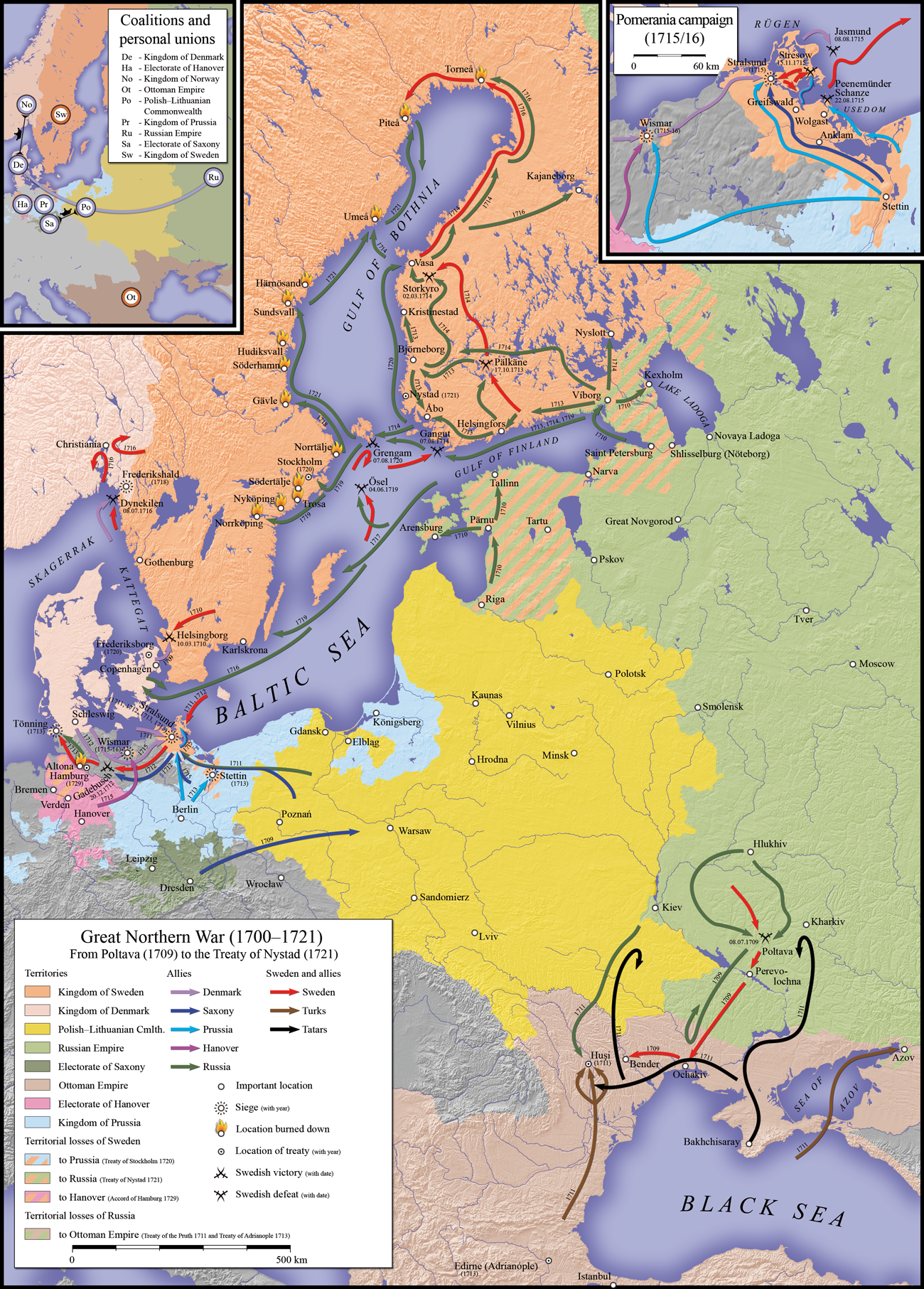
Карта военных действий с 1709 по 1721

К 8 мая русские войска вступили в Копорье, где шведов было 140 человек. Чуть позже был взят Ям. Первый поход на Выборг, предпринятый осенью 1706 года, несмотря на большой численный перевес, не увенчался успехом, и после непродолжительной осады русские войска отступили.
Однако в июне 1710 года русским войскам удалось взять Выборг, а осенью того же года был взят Кексгольм. Обещание о свободном выходе гарнизона Выборга с оружием, выданное при сдаче, выполнено не было. Прибывший Пётр I объявил весь гарнизон пленными, негодуя на шведское правительство, которое не облегчило участи русских пленных и не исполнило условий о размене генералов и отпуске русского посла, князя Хилкова, тогда как шведский посол был отпущен. Пленных и другое физически здоровое мужское население активно привлекали для строительства Санкт-Петербурга.

В октябре 1712 году, письмо Петра I Алексеевича было доставлено Ф. М. Апраксину, в котором Царь изложил все основные идеи наступления и кампании в Финляндии.
«Идти не для разорения, но чтоб овладеть, хотя оная нам не нужна вовсе; удерживать по двух ради причин главнейших: первое было бы что при мире уступить, о котором шведы уже явно говорить починают; другое, что сия провинция есть матка Швеции, как сам ведаешь; не только что мясом и прочее, но и дрова оттоль, и ежели Бог допустит летом до Абова, то шведская шея мягче гнуться станет»
Тем самым, Пётр Алексеевич изложил свои идеи, что надо не разорить, а овладеть Финляндией.
В 1713 году были завоёваны Гельсингфорс (Хельсинки), Порвоо и Або (Турку). Вся южная Финляндия была занята после того, как генерал К. Г. Армфельдт потерпел поражение в Пялкяне в битве у реки Пялькане 6 октября 1713 года и в битве при Лапполе в 1714 году. Как было принято в те времена при ведении войны, русские солдаты, в особенности казаки, подвергали захватываемые территории разграблению, отнимая у людей всё, что можно унести. После взятия Выборга русские офицеры и солдаты обращали схваченных на улицах женщин и детей в слуг в своих домах, некоторые офицеры отправляли их вглубь России в свои усадьбы. Казаки вывозили детей и женщин в Петербург, где их дёшево продавали. Наибольшему разорению подверглась Эстерботния, откуда было вывезено 4617 человек, что составляло почти 80 % от общего количества вывезенных в Россию людей во время войны, исключая мобилизованных и тех, кто добровольно ушел с русскими. Большинство угнанных были дети в возрасте до 15 лет (главным образом, мальчики), и только 10 % были лица старше 20 лет. Их продавали как крепостных, использовали на работе в имениях старших офицеров русской армии и на строительстве Санкт-Петербурга. Красивых молодых женщин вывозили как подарки или использовали как проституток. Русские планомерно разоряли территорию между Выборгом и Кюмийоки, чтобы шведские войска не могли получить продовольствия. Как пишет в своём письме генерал-майор Армфельт, вылазки русских, грабежи и поджоги во многих местах происходили как до, так и после захвата Выборга.
По мере наступления русских войск, шведские чиновники, духовенство вместе с епископом, и все более или менее состоятельные люди бежали в Швецию. Шведское правительство распорядилось вывезти всё ценное имущество в Швецию.

## Военное правление 1713—1717

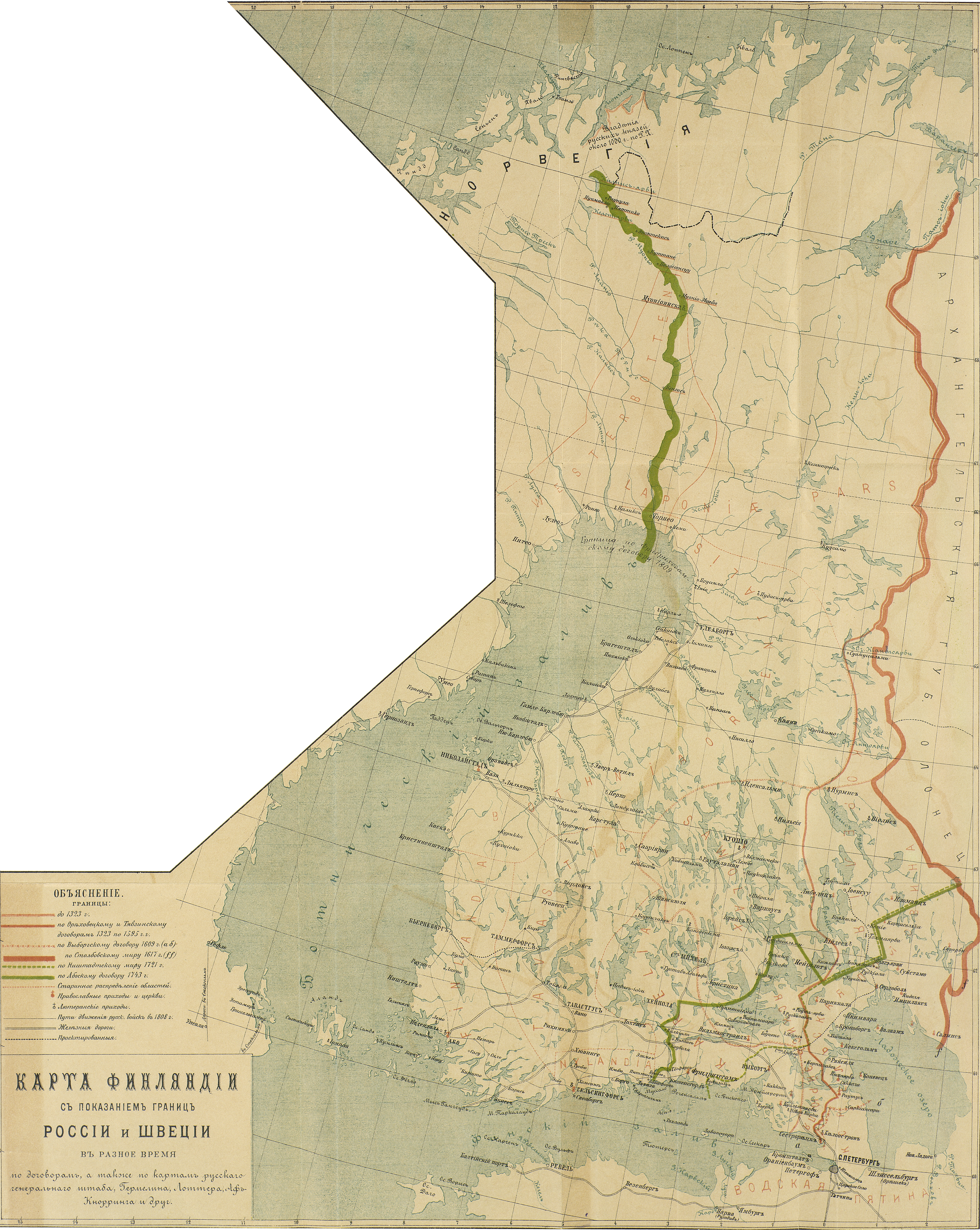
Карта Финляндии с указанием границ России и Швеции в разное время по договорам, а также по картам генерального штаба, Гермелина, Лоттера, Аф-Кнорринга и друг. Ордин, Кесарь Филиппович «Покорение Финляндии. Опыт описания по неизданным источникам». Том I. — СПб: Тип. И. Н. Скороходова, 1889

Ситуация под русским правлением сильно отличалась в разных частях Финляндии в зависимости от принадлежности к той или иной административной единице. Русское царство разделило Финляндию на Выборгскую комендатуру, которая состояла из южной Финляндии, и генерал-губернаторство Западной Финляндии, управляевшееся из Турку. Это время отмечено непостоянством, поскольку в дальнейшем ходе войны не было уверенности. Уже в 1710 году была создана Выборгская комендатура в южной Финляндии, впоследствии присовокуплённая к Ижорскому и Эстонскому генерал-губернаторству. Ею руководил князь А. Д. Меншиков, который, однако, будучи занятым петербургскими делами, едва ли вмешивался в дела завоёванных территорий, из-за чего решающее слово оставалось за генерал-комендантом Выборга. Прямое правление генерал-коменданта простиралось до южной Карелии и Кюмийоки на востоке Уусимаа. В губернию Кякисалми и в Саво был назначен подчинённый комендант. Некоторые места на побережье Карельского перешейка были поначалу под управлением Адмиралтейства. Главными комендантами были Г. П. Чернышёв и И. М. Шувалов.
Больше всего русских войск было сосредоточено в западной Финляндии. Эта область находилась под особо строгим контролем, поскольку отсюда планировалась высадка собственно в Швеции. В юго-западной Финляндии порядки были менее строгими, поскольку территорию решили присоединить к Русскому царству. В августе 1712 года Петр I писал графу Ф. М. Апраксину: «чаю, я говорил с вами, чтоб вам назад идучи разорять Финляндию, но понеже на здешние дела мало надежды того ради извольте все меры приложит дабы войску нашему зимовать в Финляндии и для того не разоряйте а хорошо мужиков содержите…».
После завоевания западной Финляндии её военным управлением руководил генерал-адмирал Ф. М. Апраксин. Он находился преимущественно в России, а высшим чином в Финляндии был поселившийся в Турку генерал М. М. Голицын. В его подчинении были Юго-Западная Финляндия и Сатакунта. В другие общины были назначены коменданты, которые, помимо прочего, выдавали охранные грамоты и назначали временные налоги. Из военных деятелей известен сподвижник Апраксина Ф. Г. Чекин, которого часто упоминают в финско-шведских источниках как командующего казачьими вылазками.
После 1717 года Выборгская комендатура продолжала оставаться под военным управлением. Это указывает на то, что Пётр I ещё до начала поиска путей к миру (1718) решил присоединить территории к России. Он раздал большие участки земли в Карелии своим князьям, но отменил свои северные подарки в начале 1720-х, чтобы можно было требовать южные части. В 1720 году в Финляндии был произведен набор солдат из местных жителей. Было набрано около 2000 мужчин. Партии новобранцев собирались в Або и Гельсингфорсе, откуда их отправили на галерах в Петербург и Ревель. Финские рекруты были отправлены в Казанскую и Астраханскую губернии. Из солдатчины возвратилось на родину около 500 человек.

## РазорениеОстроботнии
Самые тяжёлые гражданские потери были среди жителей Северной Остроботнии, поскольку по указу Петра I была разорена полоса в 10 миль для создания пограничного пояса против шведских войск. Регион не был оккупирован, но потери населения здесь во время Северной войны составили около 6100 человек. Территорию патрулировали конные отряды, состоящие из нескольких десятков всадников. Летом охраняющие северные области Финляндии нерегулярные части жили в Кюре, а осенью переселялись в Гамлекарлебю, откуда зимой совершали вылазки на север, в ходе которых от рук солдат гибло гражданское население. Например, 21 сентября 1714 около 200 всадников появились на побережье напротив острова Хайлуото, где скопилось несколько сотен беженцев, стремящихся попасть в Швецию. Люди поселились в местных домах и ночевали в лодках. Казаки переправились на остров и зарубили около 800 человек.
Казачьи отряды под командованием генерал-майора Фёдора Чекина (упоминаются в русских источниках как «черкесы», в финско-шведских — «калмыки») отличались крайней жестокостью. Во время завоевания от их рук погибло около 5000 человек, из которых почти половина из Остроботнии, однако по другим данным эти цифры выше .
Изнасилования и групповые изнасилования были в XVII веке одним из устоявшихся «правил» ведения войны, и захваченных женщин отправляли в военные лагеря в Турку и в Пори. Судьба этих женщин была трагична и тем, что духовенство бежало в Швецию, а без покаяния и очищения жертвы считались набожной общиной того времени «нечистыми» и зачастую изгонялись из дома. Большое количество населения было взято в плен для подневольного труда в России, особенно для строительства Петербурга, куда отправили в соответствии с одними источниками 10 000 человек, а по последним данным свыше 20 000 человек.

## ТорниоиКеми
С 1714 года и до окончания войны на город Торнио казачьи отряды совершили двенадцать походов, в результате чего жители города пострадали в большей мере, чем в других местах Финляндии.

## Партизанская война
После того, как Карл XII выразил в начале войны генералу А. Крониорту пожелание, чтобы истреблялось как можно больше имущества неприятеля, в разных местах Финляндии организовались отряды «кивикесов», получивших название от имени ингерманландского крестьянина Кивекяс. К партизанам присоединялись люди, пострадавшие от русских войск. Особенно известны были отряды Лонгстрёма и Керкисудда, действовавшие на севере, а также отряд под руководством Тапани Лёфвинга, действовавший в Абоской и Нюландской губерниях. Руководствуясь интересами шведской короны, они занимались скрытной военной деятельностью, из-за которой местному населению приходилось тяжко.
Русские власти боролись с партизанами самым жёстким образом. Деревни сочувствующих кивикесам сжигались, также сжигались прилегающие к ним леса, чтобы лишить партизан убежища. Местными жителями кивикесы не воспринимались как освободители, скорее для них это была одна из сил, участвующих в конфликте.

## Гражданское правление 1717—1721
После того, как Пётр I оставил идею высадки в Швецию, летом 1717 года в западной Финляндии был организован переход к гражданскому правлению. Генерал-губернатором стал шведский граф Густав Отто Дуглас. Генерал-губернаторство в Турку было географически идентично предшествовавшей территории военного правления. Формально в западной Финляндии сохранилась власть военных. И генерал-адмирал Апраксин и генерал Голицын продолжали стоять в административной иерархии над Дугласом и последний вёл военные дела по прежнему образцу.
Генерал-губернаторство состояло из пяти округов. Округ управлялся так называемым приставом, который соответствовал своей должностью губернатору. Были следующие округа: Хельсинки, Хямеенлинна-Порвоо, Пори, Турку, Вааса, из которых округ Турку управлялся генерал-губернатором. В качестве приставов назначали главным образом дворян из остзейских немцев, поскольку у них был опыт и знания шведской административной системы. Округ делился обычно на 3—6 так называемых приставных участков или уездов. Руководителями уездов назначали по-прежнему старост. Ответственная за старостой территория была такой же как до войны. Налоговую систему организовали по русскому образцу: управляющего отлучили от исчисления налогов, за которые отвечали самые богатые в деревне, или старосты. Ими могли быть прежние присяжные или приставы.
Служба приставом или старостой была малопопулярной, поскольку с одной стороны вызывала подозрения в воровстве и гнев у скудно живущего народа, с другой стороны налоговые недоборы строго преследовались русской администрацией. Была введена личная ответственность чиновников за сбор налогов и время от времени их приговаривали к штрафу в качестве наказания. В городах сборщиками налогов были градоначальники и главы ратуш (магистратов)

## «Великое лихолетье» в культуре
Время «великого лихолетья» отражено в литературе и кино, например, в первом финском историческом романе Фредрики Рунеберг (фин. Fredrika Runeberg) «Госпожа Катарина Боийе и её дочь». Насильственные захваты населения и история прадеда, угнанного в рабство и вернувшегося домой через много лет, подтолкнули Сакари Топелиуса написать детскую сказку «Берёза и звезда» о возвращении девочки и мальчика из России после этих лет..